# Nowe Miasto (ville)
Pour les articles homonymes, voir Nowe Miasto.
Nowe Miasto (prononciation : [ˈnɔvɛ ˈmjastɔ]) est une ville polonaise de la gmina de Nowe Miasto dans le powiat de Płońsk de la voïvodie de Mazovie dans le centre-est de la Pologne.
Le ville est le siège administratif (chef-lieu) de la gmina appelée gmina de Nowe Miasto.
Il se situe à environ 17 kilomètres à l'est de Płońsk (siège du powiat) et à 55 kilomètres au nord-ouest de Varsovie (capitale de la Pologne).
Le village compte approximativement une population de 2 000 habitants en 2006.

## Histoire
De 1975 à 1998, le village appartenait administrativement à la voïvodie de Ciechanów.